# Vägran
Vägran handlar om att säga nej till en handling. Det är ett viljeyttring och fungerar som ett negativt svar i en samarbetsprocess. En vägran är motsatsen till att acceptera något.
En vägran kan utformas som ett negativt yttrande, alternativ som en utebliven handling. Ordet kan även används i överförd betydelse, som när en maskin eller ett föremål "vägrar" fungera.
Ordet vägran har samma ordstam som väga (se våg). I båda fallen handlar handlingen om att kompensera och kämpa emot något, och i fallet med vågen syftar det på motvikten som finns i den ena vågskålen. Ordet finns i svensk skrift sedan åtminztone 1524, äldst i stavningsformen veigr- eller vegr-. En person som vägrar kan benämnas vägrare, exempelvis när man vägrar bära vapen (vapenvägran). Genom att vägra kan man förvägra någon något.
En vägran kan ses som en politisk handling, eftersom den motsätter sig samarbete i ett visst sammanhang eller ett visst syfte. Ett nekande är en sorts vägran att instämma i sanningshalten i ett påstående.